# Margareta Wechsler Dinu
Margareta „Medi“ Wechsler Dinu (geboren am 22. Dezember 1908jul. / 4. Januar 1909greg. in Brezoi, Kreis Vâlcea; gestorben am 18. Juli 2016 in Bukarest) war eine rumänische Malerin jüdischer Herkunft. Sie gilt als bedeutende Vertreterin der klassischen rumänischen Malerei des 20. Jahrhunderts.

## Leben und Karriere
Medi Wechsler wurde als Tochter des jüdischen Buchhalters Daniel Wechsler und der Geigerin Amalia Hirschfeld geboren. Aufgrund des zunehmenden Einflusses der faschistischen Eisernen Garde musste sie im Alter von acht Jahren mit ihrer Familie die Heimatstadt verlassen und lebte in den folgenden Jahren in verschiedenen Städten wie Bukarest, Târgoviște, Cluj, Oradea und Râmnicu Vâlcea.
Wechsler besuchte das Gymnasium „Choisy-Mangru“ in Bukarest. Ermutigt durch ihren Kunstlehrer, den Maler Costin Petrescu, studierte sie anschließend an der Nationalen Universität der Künste Bukarest bei Ipolit Strâmbu und Jean Alexandru Steriadi. Parallel dazu studierte sie Mathematik bei Ion Barbu und Philosophie bei Dimitrie Gusti und Nae Ionescu.
Wechsler debütierte 1932 mit einem Selbstporträt im Salonul Oficial de Alb și Negru in Bukarest. Ein Jahr später trat sie der Künstlergewerkschaft der Avantgarde bei und lernte bei einer Reise nach Baltschik ihren späteren Ehemann Stephan Roll kennen. Zwischen 1934 und 1939 besuchte sie die Stadt mehrmals und schuf dort zahlreiche Kunstwerke.
Nach dem Zweiten Weltkrieg wurde Wechslers Kunst von der autoritären Rumänischen Kommunistischen Partei verboten. Sie begann daraufhin als Lehrerin an einer jüdischen Schule in Bukarest zu arbeiten. Zwischen 1940 und 1986 reiste und arbeitete sie in verschiedenen Städten in Rumänien, Bulgarien und Frankreich. Ihr Werk blieb weitgehend unbekannt, bis sie 2003 an der Ausstellung in Bukarest teilnahm und kritische Anerkennung erhielt. Sie starb am 18. Juli 2016 im Alter von 107 Jahren in einem jüdischen Pflegeheim in Bukarest. Ihr Grab befindet sich auf dem jüdischen Friedhof „Filantropia“ in Bukarest.

## Stil und Werk
Wechslers Œuvre umfasst Bleistiftzeichnungen und Gemälde (Aquarelle und Ölbilder), die Porträts, Natur- oder Meereslandschaften darstellen. Ihr Werk gehört dem klassischen Stil an und kann als lyrische figurative Kunst beschrieben werden, die fast mathematisch in ihrer Einfachheit ist und die Natur auf das Wesentliche reduziert.

## Auszeichnungen
- 2010: Victor Brauner Trophy des Publishing House Niram Art  in Madrid

## Ausstellungen
Wechslers Werke werden dauerhaft in den städtischen Kunstmuseen von Constanța, Tulcea und Râmnicu Vâlcea, in der Stadtbibliothek „Mihail Sadoveanu“ und im Eminescu-Gedenkhaus in Ipotești ausgestellt.
- 2008: Ausstellungen in den Kunstmuseen von Constanța und Tulcea
- 2009: Ausstellung der Nationale Stiftung für Wissenschaften und Kunst der Rumänischen Akademie
- 2016: „Zeitalter der Jugend“ im Kulturzentrum Haus der Künste in Bukarest